# Le Grand Méchant Loup (film, 2013)
Pour les articles homonymes, voir Grand méchant loup.
Pour plus de détails, voir Fiche technique et Distribution.
Le Grand Méchant Loup est un film français de Nicolas Charlet et Bruno Lavaine sorti en 2013. C'est la reprise du film québécois Les 3 P'tits Cochons (2007), qui est une adaptation très libre et contemporaine du conte traditionnel Les Trois Petits Cochons.

## Synopsis
Il était une fois trois frères, Henri, Philippe et Louis, qui vivaient heureux… Mais, un jour leur maman a un accident. Ces quadragénaires versaillais sans histoires se mettent alors à se questionner sur le sens de leur vie.

## Fiche technique
- Réalisation et scénario : Nicolas et Bruno
- Photographie : Laurent Dailland
- Son : Michel Casang, Emmanuel Augeard,
- Montage : Reynald Bertrand
- Musique originale : Éric Neveux
- Superviseur musical : Pascal Mayer et Steve Bouyer
- Décors : Laurent Tesseyre
- Costumes : Charlotte David
- Production : Éric et Nicolas Altmayer
- Coproductrice : Geneviève Lemal
- Sociétés de production : Mandarin Cinéma, Mars Films, TF1 Films Production, M6 Films et Scope Pictures
- Sociétés de distribution : Mars Distribution (France) et Frenetic Films (de) (Suisse)
- Genre : comédie
- Durée : 107 minutes
- Pays d'origine :  France
- Format : couleur - 2,35:1 - 35 mm - Cinéma numérique - Red - Digital intermediate (en)
- Dates de sortie[2] :
  - Belgique et France : 10 juillet 2013

## Distribution
- Valérie Donzelli : Nathalie
- Charlotte Le Bon : Natacha
- Benoît Poelvoorde : Philippe
- Fred Testot : Henri
- Zabou Breitman : Victoire
- Cristiana Reali : Eléonore
- Kad Merad : Louis
- Léa Drucker : Patricia
- Denis Podalydès : Stanislas Lastic
- Gilles Gaston-Dreyfus : Jean-Loup
- Francis Van Litsenborgh : Père Aymeric
- Xavier Robic : Paul
- Linh-Dan Pham : Laï
- Marie-Christine Barrault : Mère
- Antonin Chalon : Amaury
- Gaby Fragnaud : Amélie

## Box-office
Avec un budget estimé de 10,4 millions d'euros, le film n'est pas un succès commercial avec seulement 355 686 entrées enregistrées.